# Riociguat
Il riociguat (venduto sotto il nome commerciale di Adempas) è un farmaco appartenente alla categoria dei vasodilatatori sviluppato dalla società farmaceutica tedesca Bayer e viene utilizzato per il trattamento dell'ipertensione polmonare. Si può assumere tramite via orale.

## Effetti collaterali
Gli effetti collaterali più comuni includono diarrea, capogiri, vomito, mal di testa, indigestione, nausea. Gli effetti collaterali gravi possono includere rash cutaneo, prurito, gonfiore a volto, occhi, labbra, lingua o gola, difficoltà respiratorie, senso di oppressione o dolore al petto, svenimenti, battito cardiaco irregolare, fiato corto, pallore, gonfiori di stomaco, piedi, mani, gambe e caviglie gonfie, difficoltà di deglutizione, emorragie e lividi.

## Avvertenze
Il riociguat è controindicato in gravidanza e in caso di malattia veno occlusiva polmonare. Non deve essere assunto insieme a nitrati, avanafil, dipiridamolo, sildenafil, tadalafil, vardenafil o teofillina. Inoltre il fumo può ridurne l'efficacia.
Chi è in trattamento con antiacidi contenenti alluminio o magnesio deve assumerli almeno un'ora prima o dopo il riociguat.
Il riociguat può compromettere le capacità di guidare o di manovrare macchinari pericolosi soprattutto se concomitante a quella di alcolici o di altri farmaci. Inoltre l'alcol, il caldo, l'attività fisica e la febbre possono aumentare il rischio di capogiri e svenimenti associati al trattamento, soprattutto al mattino quando ci si alza dal letto.
Prima di assumere il farmaco è importante informare il medico:
- di eventuali allergie al principio attivo, ai suoi eccipienti, ad altri medicinali, ad alimenti o a qualsiasi altra sostanza
- dei medicinali, dei fitoterapici e degli integratori assunti, in particolare nitrito di amile, avanafil, sildenafil, tadalafil, vardenafil, cilostazolo, dipiridamolo, farmaci per la pressione alta, milrinone, nitrati, roflumilast, teofillina, antifungini azolicim inibitori della proteasi dell'HIV, carbamazepina, fenobarbital, fenitoina, rifampicina o iperico
- se si soffre (o si ha sofferto) di malattie emorragiche, emorragie polmonari, malattie renali, epatiche o cardiache, ipotensione, ipovolemia, *disturbi della circolazione
- in caso di disidratazione
- in caso di dialisi
- in caso di embolizzazione dell'arteria bronchiale
- se si è fumatori
- in caso di gravidanza o allattamento
- se si sta provando a concepire un bambino